# Andronowo-Kultur

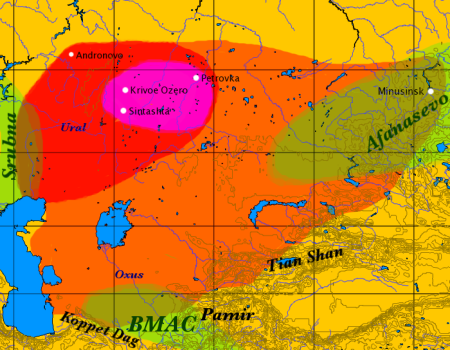
Die Karte zeigt die ungefähre Verbreitung der Andronowo-Kultur: Die prägende Sintaschta-Petrowka-Kultur ist dunkelrot, das Gebiet der frühesten Funde von Streitwagen mit Speichenrädern ist violett, angrenzende und überlappende Kulturen (Afanassjewo-, Srubna- und baktrisch-margianische Oasenkultur (BMAC für „Bactria–Margiana Archaeological Complex“)) sind grün eingefärbt.

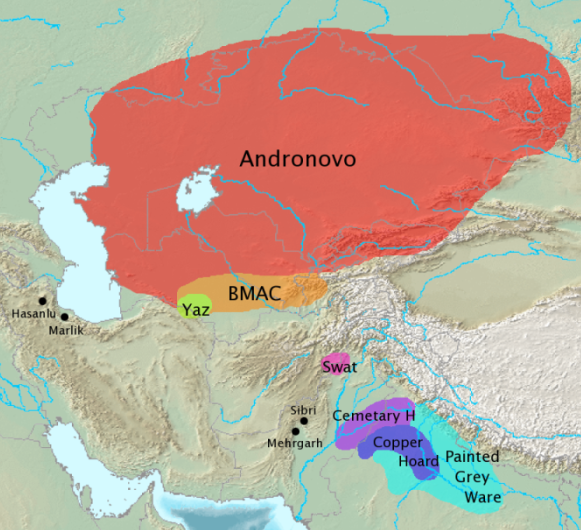
Kulturen, die mit der indo-iranischen Auswanderung in Verbindung gebracht werden (nach der Encyclopedia of Indo-European Culture): Andronowo-, Yaz- und baktrisch-margianische Oasenkultur (BMAC).
Die Swat-, Cemetery-H-, Kupfer-Hort- und Painted-Grey-Ware-Kultur sind Kandidaten für die frühesten indo-arischen Kulturen.

Die Andronowo-Kultur (wissenschaftlich Andronovo-Kultur) ist eine archäologische Kultur der Bronzezeit Südwestsibiriens und Mittelasiens, im engeren Sinne zwischen 1800 und 1000 v. Chr. Ihr Gebiet erstreckte sich vom Uralfluss im Westen bis zum Jenissei im Osten und umfasste sowohl den südlichen Bereich der sibirischen Waldsteppen als auch die mittelasiatischen Steppen. Aufgrund der großen räumlichen Ausdehnung lässt sie sich in mehrere regionale Gruppen gliedern, die dennoch wichtige kulturelle Eigenschaften gemeinsam haben. Sie wird deshalb auch als archäologischer Horizont aus mehreren nahestehenden Kulturgruppen bezeichnet. Namensgebend ist die Stadt Andronowo (oder Andronovo; 55° 53′ N, 55° 42′ O), in der 1914 mehrere mit reich verzierter Keramik ausgestattete Hockergräber gefunden wurden. Die Andronowo-Kultur wird von der Mehrheit der Forscher der indo-iranischen Sprachgruppe oder der ur-indoiranischen Sprache zugeordnet.

## Geographische Lage
Die enorme geographische Verbreitung dieser kulturellen Gruppe lässt sich nur grob feststellen. Im Westen überschneidet sie sich zwischen den Flüssen Wolga und Ural mit dem Gebiet der nahezu zeitgleich auftretenden Srubna-Kultur. Zum Osten hin reicht sie bis in die Tiefebene von Minussinsk, wo bis 2300 v. Chr. die Afanassjewo-Kultur bestand. Weitere Siedlungen sind bis weit in den Süden verstreut, wie zum Beispiel im Kopet-Dag (Turkmenistan), im Pamir (Tadschikistan) oder im Tian Shan (Kirgisistan). Die nördliche Grenze liegt in etwa am südlichen Beginn der Taiga.

## Geschichte
In der Mitte des zweiten vorchristlichen Jahrtausends setzte eine starke ostwärtige Wanderung der Andronowo-Kultur ein, während der man zwischen wenigstens vier Subkulturen unterscheiden kann, deren chronologisches Auftreten aber nur vage bekannt ist:
- Sintaschta-Petrowka-Arkaim (2200–1600 v. Chr.) im südlichen Ural und Nordkasachstan, dazu zählen:
  - die befestigte proto-urbane Siedlung von Sintaschta im Oblast Tscheljabinsk um 1800 v. Chr.,
  - die befestigte Siedlung von Petrovka im heutigen Kasachstan sowie
  - die Siedlung Arkaim in der Nähe, datiert ins 17. Jahrhundert v. Chr.;
- Alakul (2100–1400 v. Chr.) zwischen Oxus und Syrdarja und in der Wüste Kysylkum;
- Fedorowo (1400–1200 v. Chr.) in Südsibirien;
- Alexejewka (1200–1000 v. Chr.) in Ostkasachstan.

## Kultur

Gefäß der Andronowo-Kultur

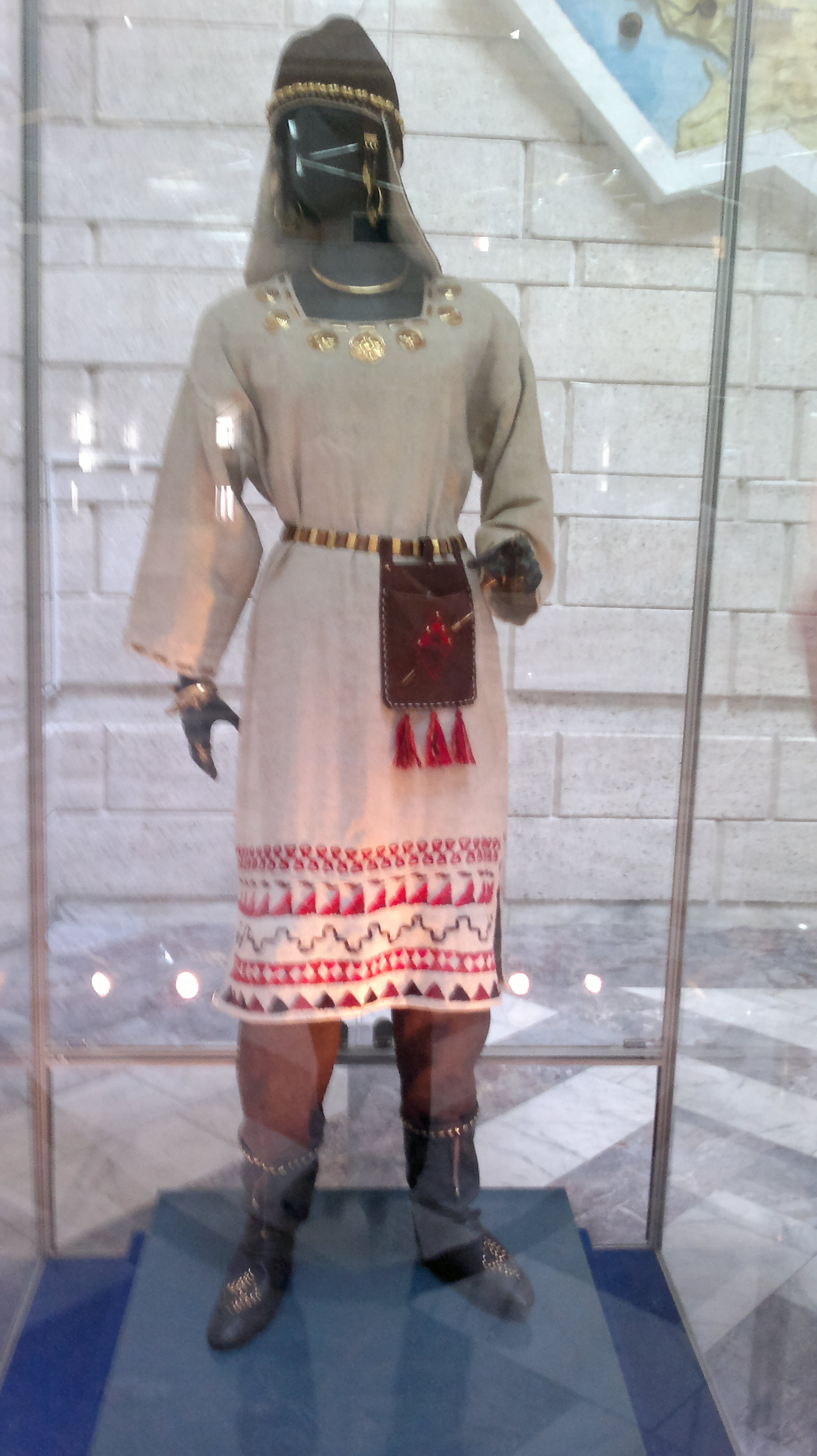
Frauenkleidung,
Andronowo-Kultur

Kennzeichnend für die Keramik der Andronowo-Kultur ist die Verzierung mit Mäanderbändern, schraffierten Dreiecken, Zickzackbändern und Fischgrätmustern. Es wurden bisher nur meist kleine Siedlungen gefunden, die nur selten mit Wall und Graben befestigt waren. Die Häuser waren meist eingetiefte Pfostenbauten, wobei eine starke regionale Variation beobachtet werden kann. Wirtschaftlich spielte Viehzucht eine wichtige Rolle, daneben Jagd und Fischfang, während Ackerbau zwar durch entsprechende Gerätschaften nahegelegt wird, bislang aber nicht eindeutig nachgewiesen werden konnte.
Regional wurde auch Erzabbau betrieben. Die Gräber weisen eine recht hohe Diversität auf. Im Regelfall wurden die Toten verbrannt oder in Hockerlage bestattet, in den meisten Gebieten wurde über einem oder mehreren Gräbern ein niedriger Kurgan aufgeschüttet.

## Die Andronowo-Kultur und die indo-iranische Gruppe
Seit längerem wird in der Forschung die Möglichkeit diskutiert, dass es aus dem Andronowo-Horizont zu Migrationen nach Süden ins Iranische Hochland, nach Nordindien und anfangs auch nach Mittani gekommen sein könnte, durch die sich dann die indo-iranischen Sprachen unter sprachlicher Assimilation der Vorbewohner in dieser Region ausgebreitet hätten. In diesem Zusammenhang werden auch archäologische Zusammenhänge zu südlicheren Kulturen untersucht. Insbesondere das Vorkommen der Streitwagen bei den Indo-Ariern in Indien und Mittani ebenso wie in der Sintaschta-Kultur, nicht aber bei den dazwischenliegenden Kulturen des Zweistromlandes oder Indiens gilt als Hinweis auf eine Verknüpfung der erstgenannten drei Kulturhorizonte.
Südlich des Oxus (heute Amudarja) finden sich keine Bestattungen der Andronowo-Kultur, und auch südlich von Baktrien trifft man auf keine oder nur sehr spärliche Funde. Sarianidi notiert dazu, dass „archäologische Funde aus Baktrien und Margiana ohne jeden Zweifel zeigen, dass Andronowo-Stämme nur vereinzelt nach Baktrien und in die Oasen von Margiana eindrangen.“
Andere Wissenschaftler lehnen die Verbindung der Andronowo-Kultur mit der indo-arischen Kultur oder der des Landes Mittani gänzlich ab, da jene sich zu spät (um 1600 v. Chr.) herausgebildet habe, zudem keine Spuren von kulturellem Austausch (zum Beispiel Kriegerbegräbnisse oder charakteristische Holzrahmenkonstruktionen) mit Indien oder Mesopotamien nachgewiesen seien. In Mittani sind indo-arische Streitwagenvölker um 1500 v. Chr. dokumentiert, die Präsenz von Indo-Ariern im Nahen Osten wurde in älterer Literatur gar auf die Jahrhunderte um 1700 v. Chr. datiert.
Der Archäologe James Patrick Mallory (1998) tut sich zwar „außerordentlich schwer, eine These für die Expansion aus den nördlichen Regionen in das nördliche Indien aufzustellen“ und bemerkt dazu, dass die vorgeschlagenen Auswanderungswege „die Indo-Iraner nur bis nach Zentralasien führte, aber nicht bis zu den Medern, den Persern oder den Indo-Ariern“, hält aber die Identität des Andronowo-Horizonts mit den frühen Indo-Iranern für möglich.
Während es zur Erforschung archäologischer Zusammenhänge Diskussionen gibt, ist das Hauptargument für die vielen Forschern als plausibel geltende Hypothese der Verbindung früher indoiranischer Gruppen mit Andronowo der Vergleich zwischen Beschreibungen des früheren Lebensgebietes (zum Beispiel Airyanem Vaejah) und der Lebensumstände früher Figuren in den ältesten religiösen Schriften Indiens und Irans, in den Veden und im Avesta mit der Andronowo-Kultur. Die dort vorgefundenen relativ ausführlichen Beschreibungen halbsesshafter vorwiegend rinderzüchtender Gesellschaften in einem sehr viel kälteren Klima passen sehr gut zum Andronowo-Horizont.
Die Indoiranische Identität der Sintaschta und Andronowo-Kultur gilt allgemein als anerkannt (Stand 2023). Zumindest wird aber die Möglichkeit einer Überlappung mit Uralisch- und Jenisseisch-sprachigen Gruppen im Norden beziehungsweise im Süden des Andronowo-Kulturhorizontes als Plausibel anerkannt.

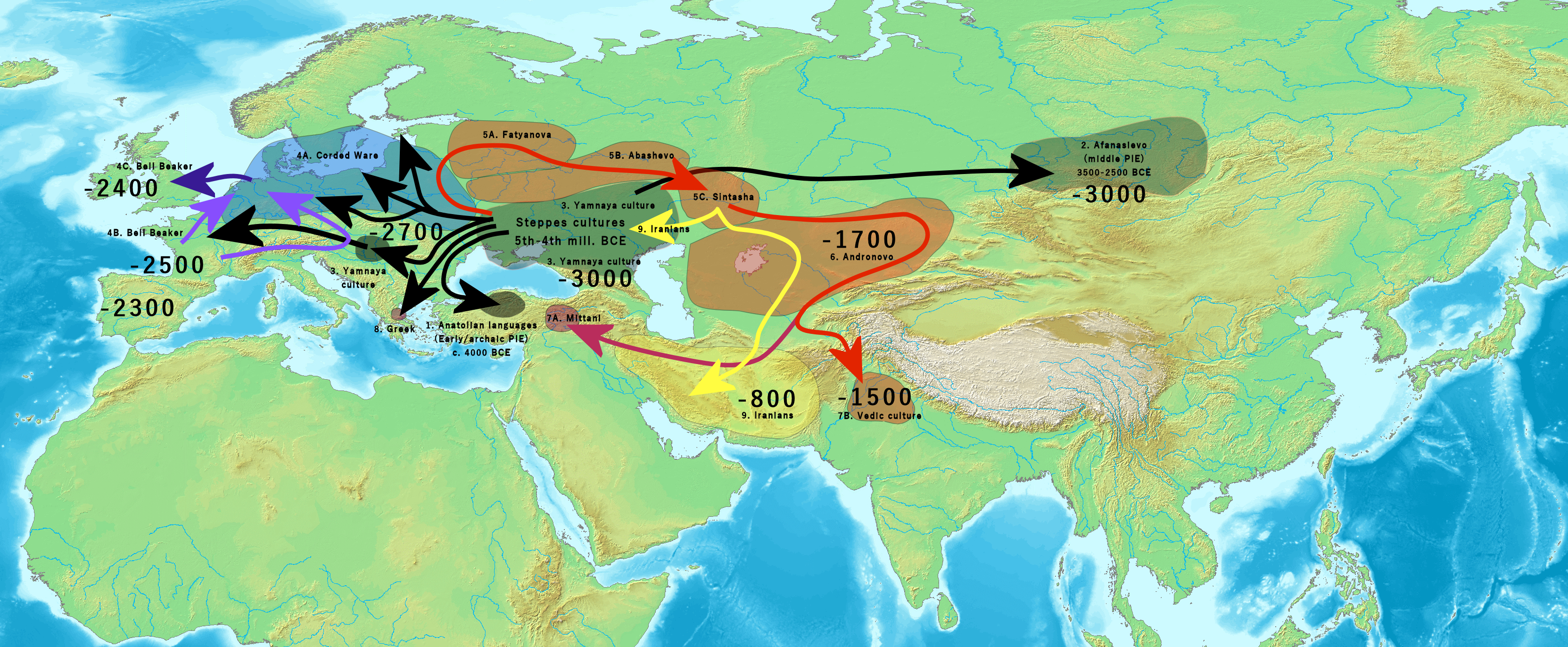
Expansion indogermanischer Stämme; indoiranische Stämme werden durch einen roten bzw. gelben Pfeil gekennzeichnet

Genetische Daten stützen eine Indoiranische Identität der Andronowo-Kultur, und deren Migration nach Südasien. Die Sintaschta- und Andronowo-Kultur stehen im Kontext der Expansion der Indogermanen und Indoiranischen Völker.

## Nachfolgekulturen
In Südsibirien und Kasachstan folgte der Andronowo-Kultur die Karassuk-Kultur, die als proto-iranisch oder auch nicht-indoeuropäisch gilt (vgl. Karassuk-Kultur#Ethnisch-sprachliche Hypothesen). An den westlichen Grenzen ging die Andronowo-Kultur in der Srubna-Kultur auf, die sich südlich der Abaschewo-Kultur entwickelte. In assyrischen Archiven finden sich die ältesten Aufzeichnungen über Menschen aus der Andronowo-Region, namentlich die Kimmerer und die iranischsprachigen Saken und Skythen, die nach dem Zerfall der Alexejewka-Kultur ab etwa dem 9. Jahrhundert v. Chr. in die Ukraine, über den Kaukasus nach Kleinasien, und im späten 8. Jahrhundert v. Chr. nach Assyrien und möglicherweise als Thraker und Sigynnen auch nach Südosteuropa auswanderten. Herodot verortet das Land der Sigynnen jenseits der Donau nördlich der thrakischen Länder, Strabo in der Nähe des Kaspischen Meeres. Beide bezeichnen sie als Iraner.